# Zalužice
Zalužice é um município da Eslováquia, situado no distrito de Michalovce, na região de Košice. Tem 19,61 km² de área e sua população em 2018 foi estimada em 1.173 habitantes.

## Demografia
| Ano:        | 1994 | 2004   | 2014   | 2024   |
| ----------- | ---- | ------ | ------ | ------ |
| Broj ljudi: | 1214 | 1140   | 1152   | 1161   |
| Razlika:    |      | -6,09% | +1,05% | +0,78% |

| Ano:               | 2023 | 2024   |
| ------------------ | ---- | ------ |
| Número de pessoas: | 1164 | 1161   |
| Diferença:         |      | -0,25% |